# Viktor Verjbitski
Viktor Alexandrovitch Verjbitski (en russe : Виктор Александрович Вержбицкий) est un acteur soviétique et russe, né le 21 septembre 1959 à Tachkent.

## Biographie
Son arrière-grand-père était un aristocrate polonais (Wierzbicki), originaire de Cracovie. Sa grand-mère était costumière de théâtre, aussi son enfance se passa-t-elle dans les coulisses du théâtre. Il entra donc à l'Institut d'art dramatique Ostrovsky de Tachkent.
À la faculté de cinéma, il rencontre Timur Bekmambetov qui le fait tourner plus tard dans un film en 1994 sur la guerre d'Afghanistan, La Valse de Peshawar, et dans des clips publicitaires, notamment dans un clip pour la banque Impérial, où il joue le rôle, devenu célèbre, de Nicolas Ier de Russie, ce qui lui vaut le surnom de « Votre Altesse ». Il reprend ce rôle dans la série télévisée russe Pauvre Nastia.
Il tourne ensuite avec Bekmambetov dans Gladiatrix (The Arena en anglais), en 2001, et dans Night Watch (Notchnoï Dozor) en 2004, adapté du roman de Sergueï Loukianenko Les Sentinelles de la nuit.
Il a joué récemment dans le film Amiral, sorti en 2008, (sur la vie de l'amiral Koltchak), le rôle de Kerenski, aux côtés de Richard Bohringer, Sergueï Bezroukov, Constantin Khabenski… qui a rencontré un grand succès en Russie.
Parallèlement au cinéma, Viktor Verjbitski est un acteur de théâtre reconnu depuis 1996. Il a joué dans des pièces de Shakespeare, George Bernard Shaw, Tchekhov, Camus, Cocteau, Boulgakov, et a fait partie de la troupe du théâtre Et cetera à Moscou.

## Filmographie
Cinéma
- 1998 : Le Barbier de Sibérie de Nikita Mikhalkov : adjudant
- 2001 : Gladiatrix de Timur Bekmambetov : Timarcus
- 2004 : Night Watch de Timur Bekmambetov : mage Zavoulov
- 2006 : Day Watch de Timur Bekmambetov : mage Zavoulov
- 2007 : 12 de Nikita Mikhalkov : 11e juré
- 2007 : L'ironie du sort. Suite de Timur Bekmambetov : homme à l'arrêt du bus
- 2008 : L'Amiral de Andreï Kravtchouk : Alexandre Kerenski
- 2009 : Hooked
- 2009 : L'Éclair noir
- 2010 : Hooked 2 : Next Level de Pavel Sanaev : Gromov
- 2010 : Nouvel An
- 2010 : Prince Yaroslav de Dmitri Korobkine (ru) : Sviatozar
- 2011 : Nouvel an 2
- 2012 : L'Espion
- 2013 : Elven Castle
- 2014 : Zaletchiki
- 2015 : Moscow Never Sleeps
- 2016 : Survival Game de Sarik Andreassian : maître de jeu

Télévision
- 2000 : Kamenskaïa de Youri Moroz, épisode Tueur malgré lui : Artem Reznikov
- 2000 : La Marche de Touretski (ru) de Mikhaïl Toumanichvili (ru), épisode Loups de nuit : Portnov
- 2003 : Pauvre Nastia (Bednaya Nastya) de Piotr Steïn : Nicolas Ier de Russie
- 2005 : Affaire des Âmes mortes (ru) de Pavel Lounguine : Doubelt